# اوک پارک (مینه‌سوتا)
اوک پارک (به انگلیسی: Oak Park) یک منطقهٔ مسکونی در ایالات متحده آمریکا است که در شهرستان بنتون، مینه‌سوتا واقع شده‌است. اوک پارک ۳۴۵٫۰۴ متر بالاتر از سطح دریا واقع شده‌است.